# 多哥足球協會
多哥足球協會（法語：Fédération Togolaise de Football，简称TFT）是專門管轄多哥足球事務的組織。多哥足球協會成立於1967年，並在同年加入國際足協。此外，它還是非洲足協和西非洲足球聯會的成員之一。

## 职员
- 主席：Kossi Akpovy
- 副主席：Bernard Walla

## 国内赛事
多哥在国内有9个主要的地区联赛。

## 外部連結
- 官方網頁（页面存档备份，存于）
- 國際足協網頁（页面存档备份，存于）
- 非洲足協網頁（页面存档备份，存于）